# Justiniano Posse
Justiniano Posse är en ort i Argentina.   Den ligger i provinsen Córdoba, i den centrala delen av landet, 400 km väster om huvudstaden Buenos Aires. Justiniano Posse ligger 120 meter över havet och antalet invånare är 7 406.
Terrängen runt Justiniano Posse är mycket platt. Runt Justiniano Posse är det glesbefolkat, med 9 invånare per kvadratkilometer.. Justiniano Posse är det största samhället i trakten.
Trakten runt Justiniano Posse består till största delen av jordbruksmark.